# 已读不回
已读不回（日语：／ Kidoku Surū）是一个流行于日本的俚语，意为通过即时通讯软件LINE聊天时，“自己透過信息功能（聊天功能）发送的信息，对方读了却不回复”或者“自己读了别人发来的信息后不进行回复”。
已读不回又称为既读无视（日语：／ Kidoku mushi）、已读逃避（日语：／ Kidoku Butchi）、“KS”（日语的罗马字首字母缩写）等。

## 简介

### 词义
通过LINE的信息功能（聊天功能）发送的信息在接收方阅读（信息在对方的设备上显示）后，发送方的界面会自动显示有“已读”（既読）字样。已显示已读字样（即对方已经阅读信息），却没有（马上）收到回复的状态在LINE用户文化中即以“已读不回”“既读无视”等词语描述。该说法在多数情况下是从信息发送方的角度定义，即表示“对方没有回复的状态”，但也有从接收方立场出发，用于表示“不回复对方”的情况。
在对“已读”的理解方面，不同人存在不同看法。有观点认为词语的使用依发送方状况的不同而不同，例如“应该能收到回复”的信息未能在对方读后收到回复时用“已读不回”表示，“很明显想要得到回复”的信息未收到回复时则使用语气更强的“既读无视”。此外，也有见解认为“只要显示成了已读，就算没收到回复，也可判断对方已经知道信息内容了（即相当于‘了解’）”。
有用户不将“已读”显示功能用于判断“是否实际读了信息”，而是借其确认人际关系中“关心”程度、也有用户把“已读功能”本身作为沟通的一部分使用，例如“收到不好回复的内容或者不爽的信息时会故意设成‘已读’而不回复”。LINE用户之间也因此出现了“设成已读”“不设成已读”等说法。
另外，不阅读信息（不设成“已读”状态）也不回复的行为称为“未读放置”（／ Midoku hōchi）、“未读无视”（／ Midoku mushi）、“未读不回”（／ Midoku Surū）或“MH”（日语的罗马字首字母缩写）。除LINE外，普通的邮件（信件）“读了却不写回信”时也有表示成“已读不回”的情况。

### “已读”功能
LINE的“已读功能”最先是在2011年3月11日东日本大震灾发生后开发并应用，目的是为方便在灾害等不能立刻回复信息时确认对方的安否。LINE的宣传部门在一次采访中则称“LINE服务不是陌生交友工具，而是作为家人、朋友间的通讯工具推出的。为使通讯与实际交谈的状态更为相近，我们加上了用于提示信息已经传达给对方的已读功能”。尽管根据Mynavi News进行的一项问卷调查，最多人希望LINE取消的功能便是“已读功能”，但LINE仍没有在未来取消这项功能的计划。阅读LINE信息而不设成已读的方法包括使用专门应用程序（Android的、iOS的“Unread”），阅读前开启设备的“飞行模式”等。
LINE的功能手机版本不支持“已读”显示。因此，若使用在日本有“加拉帕戈斯手机”之称的传统手机，用户便不能判断对方是否已阅读自己发送的信息。
LINE还发布了应用“已读功能”等系统的商业客户服务（LINE Business Connect），设想在企业和消费者之间活用“已读功能”。另有赞扬称在视觉、听觉障碍者方面，以前的传真、电子邮件等联络手段需要向对方发送“已读回执”，利用LINE的“已读功能”后便可省去这一步工作。

### 起源
“已读不回”“既读无视”的明确起源时间尚未能考证，但一般认为“既读无视”一词出现较早，时期大约在2012至2013年。
上文提到“已读不回”的缩写是“KS”，该缩写曾在Inforest发行的时尚杂志《小恶魔ageha》出现，该杂志2013年8月刊的《age嬢が考案した“新ギャル語”ベスト10”》一文对其进行了介绍，因此可能起源于称为“ギャル”的女性群体。LINE用户中使用此词语的亦主要是年轻人。

### “已读不回”的标准
根据日本山形大学准教授加纳宽子的说法，在中学生间，“已读”状态显示后约15至30分钟没有回复即属于“已读不回”；亦有报导称有不成文規則要求在1－2秒内回复，也就是所谓的“即回”（即レス）。另一份问卷调查结果则显示，大约30分钟至6小时内不回复即可判断为“已读不回”。MMD研究所抽取了部分拥有智能手机的15－49岁男女进行调查，其中对“已读不回”感到“在意”和“有些在意”的人共计44.3%，“不在意”“不怎么在意”的人共计49.2%。
如下文所述，一般而言会认为“比起社会人（成年人），中学生（青年）对‘已读不回’显得更加敏感”，但其他民间调查大多显示，对“已读不回”的看法并不一定和性别或年龄挂钩。一份针对20－39岁LINE用户进行的问卷调查中问到了“已读不回多久后会着急”的问题，得到最多的回答是“不会着急”，另一项调查则称超过8成社会人男性对“已读不回”不会在意。除这些调查结果以外，也有报导称许多中学女生对“已读不回”不是很在意，反而40多岁的男性更不喜欢“已读不回”的行为。

## 社会问题

### 心理负担
“已读功能”具有可让信息发送方一眼看出对方是否已收到信息的优点，可以消除“对方是否收到了信息”的担心。但这个功能也是引发一些孤独感和不安的原因之一，例如信息发出却未显示“已读”时的“为什么不看信息”，以及显示“已读”但没有回复时的“是不是被无视了”一类的感觉。信息接收方也会因此产生“必须尽快回复”的压力，因此有报导称该功能实际上成为了双方交流时的负担。
根据JustSystems对大学生进行的一项问卷调查，约7成受访者认为“在对方知道自己已读的情况下，不回复的话会感觉不好”，这些心理负担带来的疲惫感通常称为“LINE疲”（LINE疲れ）。上文中提到的阅读信息但不设成“已读”的应用程序和秘技也因此得到设计和开发。

### “依赖”和“欺凌”
“已读不回”有时会被视为“大问题”或“禁忌”，尤其是在中学生中间。为避免自己“已读不回”，有人甚至在睡觉、洗澡时手上也离不开智能手机，亦有众多报导指出“已读不回”引发了人际关系恶化、欺凌、事件等问题。
日本总务省情报通信政策研究所2014年的一项调查显示，高中生平均每日的手机使用时间为161.9分，大大长于其他设备（个人电脑、平板电脑），社交媒体中LINE的使用率最高，占到了85.5%。因智能手机使用而减少的时间方面，“学习时间”（40.7%）和“睡眠时间”（34.1%）占到了较高比重，对日常生活的影响则是“有空就拿智能机上网”（42.6%）、“感觉自己有网络依赖”（25%）等回答较多。
“已读不回”引发的欺凌和事件主要为在对方无法使用LINE时故意开始聊天，然后以对方“已读不回”为由提出绝交，亦或是绑架拘禁“已读不回”的当事人和有关人员并施加暴行，也有“已读不回”的当事人在现实世界中遭他人无视，或是在LINE上受到人身攻击等先例。

### 原因和对策
关于“已读不回”引发的欺凌和事件多发的原因，IT记者高桥晓子认为走上社会的人即使遇上“已读不回”，通常也会认为对方“工作等太忙而不能回复”；与之相对的是，中学生们自己“太忙而不能回复”的情况本身就少，他们会倾向于把“已读却不回复”的行为理解为“故意不回复，不想回复”的明确“拒绝”行为，信息发送方和接收方便会在意识上产生“偏差”。社会学者土井隆义指出，“成年人觉得‘对方方便的时候回复就好’，而年轻人觉得经常联系才重要”。记者乌贺阳弘道则称原因在于LINE用户间完全没有关于“已读不回怎么办”的共识。他认为该问题与上文提到的年龄差引起的问题不同，它是由“是否在使用LINE”的差别带来的，Twitter的“转推”功能也有同样的问题。也有观点认为这属于同侪压力的一种。
与学校地下网站等不同，加入LINE的群组前必须得到成员的许可，LINE上进行的聊天属于日本电气通信事业法规定的“通信秘密”，第三方不能进行监视。针对这些问题，有学校、教育委员会、地方自治体安排了讲授LINE使用方法的课程和讲习，也有人提议禁止学生带手机入校或禁止使用LINE本身。爱知县刈谷市便曾发布通告，从2014年4月起禁止市内中小学生在晚上9时后使用手机，设备在夜间须交由家长保管。该规定以防止使用LINE为目标，目的也包括防止集结在夜间游荡，避免打乱生活习惯等。此规定在监护人和儿童、学生方面收到了“学习、睡眠时间增加了”“可以防止出问题”等正面回应，但也有观点认为LINE上的欺凌不只是在线欺凌，其在多数情况下与发生于现实世界的欺凌也有联系，禁止使用手机不是根本解决办法。
日本国外也有使用LINE，但没有将LINE用作欺凌工具的报告。

## 影响

### 同类应用
考虑到上述的问题，有的公司开发聊天应用时便以“已读显示会给用户带来负担”为由不提供已读功能，Apple的iOS用消息应用iMessage则可在设置中将已读功能关闭。

### 音乐
这种“已读文化”有时也在日本邦乐（J-POP）中提及。
以Sonar Pocket于2013年发售的单曲《单恋。~Linaria~/Start Line!》（片想い。〜リナリア〜/スタートライン!）为例，其导曲中大意为“已读的信息却没有回复，感到不安”的歌词引发了关注。此外，在HKT48于2014年发售的单曲《櫻花，大家一起來品嚐》（Type-A）中，B面收录了一首名为《已读无视》（既読スルー）的歌曲，歌词中也出现了“LINE”字眼。
传统音乐方面，1993年发售的国武万里《寻呼机不响》等作品以歌词表现了当时的象征性通讯方式，有报导认为上方提到的Sonar Pocket的歌曲也属于这一类作品。